# Dziesięcina

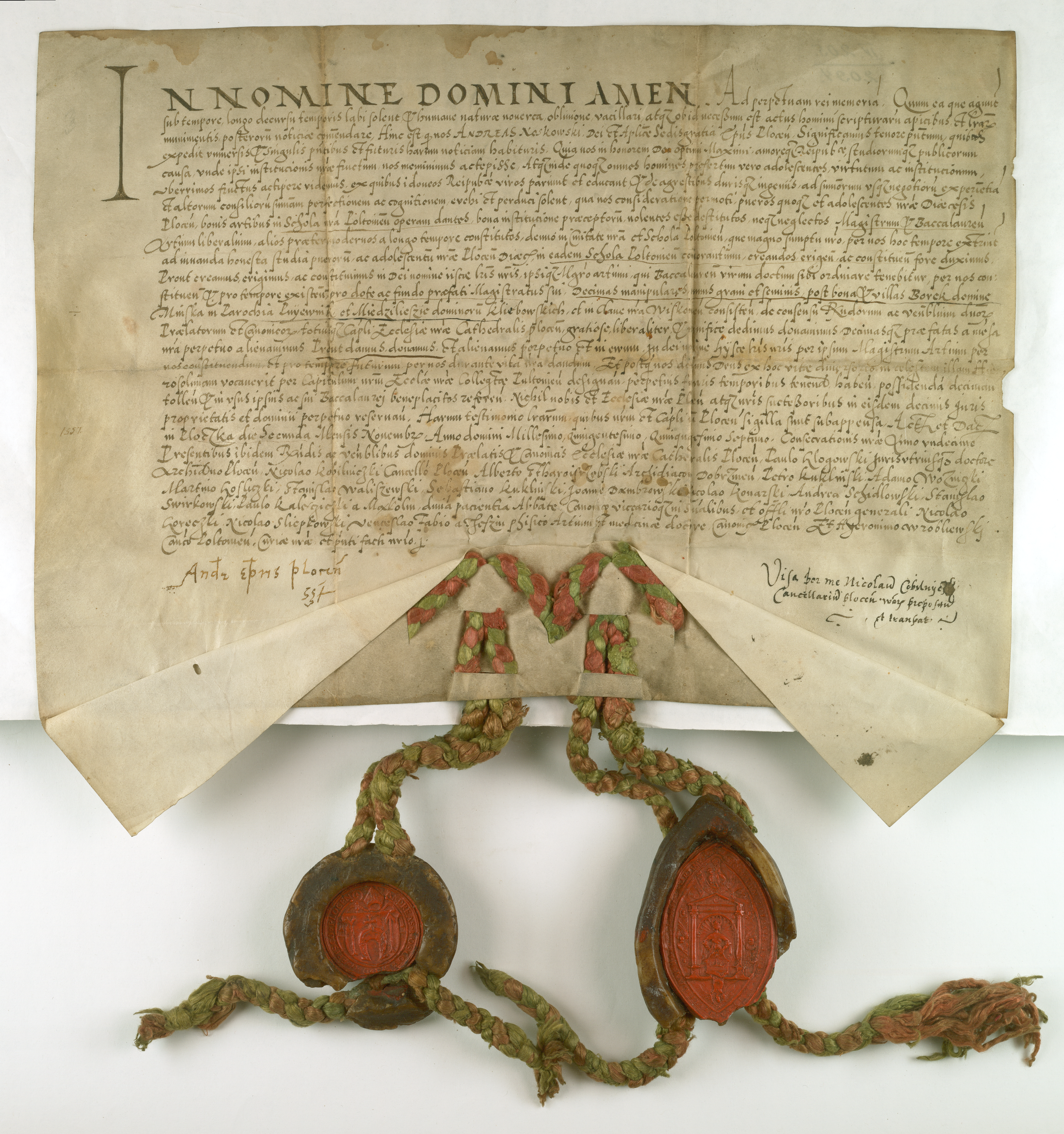
Akt uposażenia szkoły w Pułtusku przez biskupa płockiego Andrzeja Noskowskiego w dziesięcinę snopową w 1557 roku

Dziesięcina – podatek religijny w judaizmie i chrześcijaństwie. Obowiązkowe świadczenie pieniężne lub rzeczowe w postaci dziesiątej części swojego dochodu na rzecz Kościoła, przeznaczone głównie na rzecz utrzymania duchowieństwa. Obecnie praktyka składania dziesięciny obecna jest tylko w niektórych Kościołach protestanckich, dziesięcinę płacą również mormoni.

## Podstawy biblijne
Dziesięcina nawiązuje do opisanego w Biblii obowiązku przekazywania dziesiątej części plonów na określony cel. Biblia wymienia dwa rodzaje dziesięcin. Pierwszy to coroczna ofiara dla Pana (Pwt 14,22–27), z której część była spożywana w pobliżu przybytku, a część ofiarowana lewitom, którzy w odróżnieniu od reszty Izraela nie otrzymali żadnej części Kanaanu w dziedzictwo. Drugi rodzaj to tzw. dziesięciny trzeciego roku. W średniowiecznej Europie uznawano, że ten obowiązek dotyczy także chrześcijan, zobowiązywanych do utrzymywania duchowieństwa.
Według Biblii Bóg jest właścicielem wszystkiego, co ludzie posiadają i czym dysponują (Ps. 24, 1; Agg. 2, 8; Ps. 50, 10-12). Izraelici byli zobowiązani przykazaniem do oddawania Bogu siódmej części czasu (Wj. 20, 8–11), dziesięcin corocznych i cotrzyletnich oraz innych darów i ofiar (Pwt. 16, 16.17). Przed ustanowieniem przymierza na górze Synaj Abraham złożył dobrowolną dziesięcinę Melchizedekowi ze swych łupów wojennych (Rdz 14, 20), a Jakub zobowiązał się do oddawania dziesięciny Bogu ze wszystkich jego darów (Rdz 28, 22).
Według niektórych interpretacji Jezus Chrystus potwierdził aktualność systemu dziesięcinowego (Mat. 23, 23). Jednak np. Paweł z Tarsu w 2. Liście do Koryntian 9, 7 zaleca dawanie datków w takiej kwocie, jaką zaleca sumienie – nie mniej i nie więcej: „Każdy [niech daje], tak jak sobie postanowił w sercu, nie z żalem albo z przymusu; gdyż ochotnego dawcę Bóg miłuje” (Bw). Listy apostolskie nie stwierdzają faktu występowania systemu dziesięcin we wczesnym Kościele. Niektórzy starają się udowodnić doktrynę o dziesięcinie na podstawie fragmentu z Listu do Hebrajczyków 7:1–9, gdzie przypomniana jest historia starotestamentowa o ofiarowaniu dziesięciny Melchizedekowi przez Abrahama. Urywek ten został jednak poświęcony przez autora Listu do Hebrajczyków nie jako zachęta do dawania dziesięcin, lecz jako dowód na wieczne kapłaństwo Jezusa.
W środowiskach ewangelikalnych, które w głównej mierze kierują się nauczaniem Pisma Świętego, dziesięcina zazwyczaj jest praktykowana dobrowolnie, a sposobem na to jest odkładanie przez wierzących u siebie 10% swoich dochodów, w chwili ich otrzymania (1 List do Koryntian 16:1–6), aby w razie zaistnienia potrzeby być przygotowanym do jej zaspokojenia, zgodnie z tym, czego naucza Apostoł Paweł (2 List do Koryntian 9:5). W środowiskach tych praktyka ta nie należy do sfery dobrych uczynków, ale do sfery pobożności, związanej z miłością chrześcijańską i w swej wewnętrznej naturze jest podobna do praktyki postu czy święcenia Dnia Pańskiego – chrześcijańskiego szabatu, gdyż wierzący, w przypadku każdej z nich kieruje się podobną zasadą – rezygnacją z tego co własne tu i teraz i słusznie mu się należy, ze względu na dobro duchowe, które nie jest fizycznie widoczne. W większości środowisk ewangelikalnych praktyki te nie są wymagane, gdyż nie wymaga ich Nowy Testament, natomiast zbory są o nich nauczane.

## Dziesięcina w ujęciu społecznym

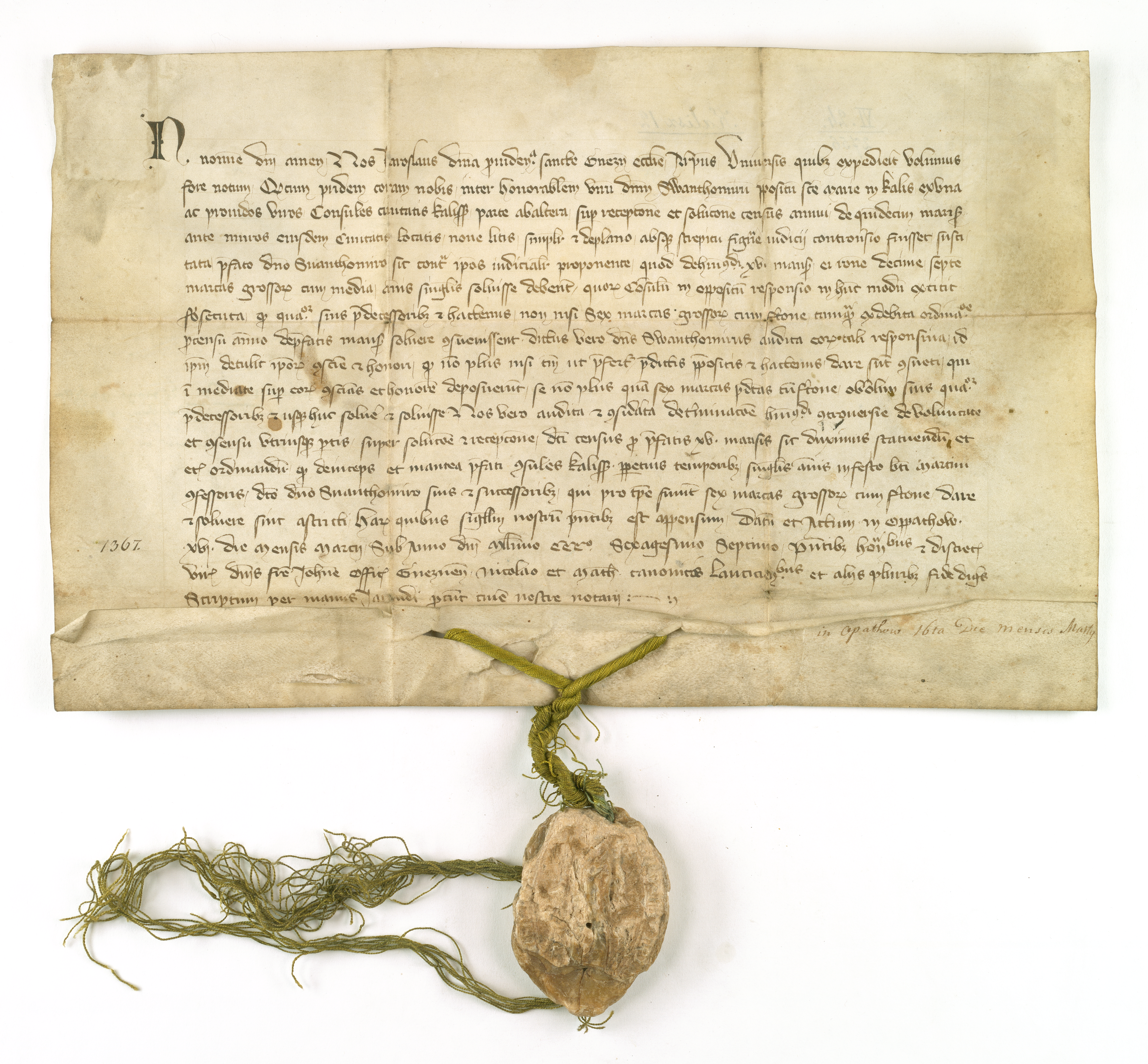
Jarosław, arcybiskup gnieźnieński, wydaje wyrok w sprawie o dziesięcinę pomiędzy Świętomirem, prepozytem kościoła św. Marii w Kaliszu, a rajcami miasta Kalisza. Dokument z 1367 r. (przechowywane w AGAD).

Dopiero w prawodawstwie czasów karolińskich (VIII–IX w.) pojawia się obowiązek płacenia dziesięciny. Jego przeforsowaniu sprzyjał system tzw. Eigenkirche – kościoła prywatnego i związanej z tym dziesięciny swobodnej. Warstwy uprzywilejowane mogły same zdecydować, na który kościół będą uiszczały należność. Zwykle fundowały własny kościół. W efekcie fundator kościoła był jednocześnie odbiorcą dziesięcin ze swoich dóbr. Część płynącego z nich dochodu przeznaczał na utrzymanie plebana (księdza) obsługującego kościół, natomiast reszta pozostawała w jego dyspozycji, podobnie jak i inne wpływy (np. zwyczajowe opłaty za niektóre czynności liturgiczne). Z tych pieniędzy kolator przeprowadzał remonty, kupował wyposażenie liturgiczne itp., robił to jednak wyłącznie według własnego uznania.
W Polsce (podobnie jak w wielu innych krajach chrystianizowanych) początkowo daninę świadczył panujący, opodatkowując się ze swoich dochodów w imieniu wszystkich poddanych. Przez nadania immunitetowe jego majątek się kurczył. Stopniowo więc pierwotny obowiązek księcia, nie wcześniej niż od drugiej połowy XII wieku, przerzucano na jego rycerzy i ludność poddaną.
Ludność niższych warstw początkowo obowiązywała dziesięcina snopowa (pobierana w snopach na polu, bardzo dokuczliwa, gdyż chłop nie mógł zwieźć zboża z pola, póki przedstawiciel Kościoła nie policzył swojej części snopów) i małdratową (pobierana w ziarnie). Niekiedy świadczono także dziesięcinę z konopi, lnu, miodu, skórek kunich i lisich, rzadziej w postaci ryb, a wyjątkowo tylko od dochodów z kopalni, karczm i młynów. Dziesięcinę w naturze stopniowo zastępowano dziesięciną w pieniądzu.
Obecnie obowiązek płacenia dziesięciny stosują niektóre wyznania, takie jak Adwentyści Dnia Siódmego, Chrześcijanie Dnia Sobotniego, niektórzy baptyści i niektórzy zielonoświątkowcy, jak również mormoni.

## Zniesienie dziesięciny
Dziesięcina była źródłem wielu konfliktów, zwłaszcza w XIV i XV wieku. We Francji została zniesiona w 1789 r. w czasie  Wielkiej Rewolucji Francuskiej. Łączna roczna wartość dziesięciny we Francji wynosiła 120 mln franków.. Na ziemiach polskich dziesięcina utrzymała się do XIX wieku. W Galicji zniesiono ją w roku 1848, w Królestwie Polskim w 1864, w zaborze pruskim w 1865 r.